# Khéti, fils du Nil
Khéti, fils du Nil est une série de bande dessinée française pour la jeunesse écrite par Isabelle Dethan et dessinée par Mazan. Elle a été publiée de 2006 à 2010 par Delcourt dans sa collection « Jeunesse ».
La bande dessinée cible un public jeune et lui permet de découvrir le panthéon égyptien au travers des aventures historiques et fantastiques de Kheti et Mayt, les enfants du Nil.

## Résumé

### Au-delà des portes(2006)
En essayant de rattraper leur chat, Khéti et Mayt se retrouvent dans le monde des dieux. Dans cet endroit, où les hommes et leurs créations n'existent pas, les deux enfants sont chargés d'une importante mission : prévenir la déesse Sekhmet d'un complot qui se trame contre elle. De leur succès dépend l'avenir des Égyptiens, car la déesse retient les eaux du Nil en otage?

### Le Roi des grenouilles(2007)
En gagnant la confiance de la déesse lionne, Mayt et Kheti obtiennent un talisman qui leur permet de voyager entre le monde des hommes et celui des dieux. Malheureusement, un voyou de leur village s’empare de l’objet magique ! Il se fait passer pour Kheti et sème la zizanie parmi les dieux. Khéti, Mayt et leur fidèle chat, Miou, n’ont d’autre choix que de l’arrêter pour rétablir la paix dans les deux mondes…

### Le Jugement d'Osiris(2010)
Arrivés au seuil du monde des morts, Kheti et Mayt poursuivent leur long voyage jonché des pièges de l'au-delà. Il leur faut à présent accéder à Osiris, le roi des morts, et le convaincre d'accueillir dignement Mémé Nehet, pour que celle-ci ne devienne pas une âme errante. Mais restera encore pour les deux enfants du Nil à trouver la porte de sortie afin de réintégrer le monde des vivants.

## Personnages

### Principaux
- Khéti
- Mayt
- Miaou
- Nehet
- Les parents de Kheti
- Thot, dieu des scribes
- Sekhmet, déesse de la crue du Nil et de la médecine, mais aussi de la maladie, la guerre et provoque des épidémies et des morts
- Bès, dieu protecteur du sommeil
- Maât, déesse de la justice et de la vérité
- Osiris, dieu des morts
- Seth, dieu du chaos
- Paneb-le-fourbe
- Le grand-père de Khéti
- Les parents de Mayt